# Туговищи
Туговищи — деревня в Краснинском районе Смоленской области России. Входит в состав Нейковского сельского поселения. Население — 34 жителя (2007 год). 
Расположена в западной части области в 19 км к юго-западу от Красного, в 19 км южнее автодороги М1 «Беларусь», на берегу реки Тереховка. В 18 км северо-западнее деревни расположена железнодорожная станция Красное на линии Москва — Минск. 

## История
Упоминается в 1669 году как деревня в Смоленском воеводстве Великого Княжества Литовского. В годы Великой Отечественной войны деревня была оккупирована немецкими войсками в июле 1941 года, освобождена в сентябре 1943 года.